# 去富農化

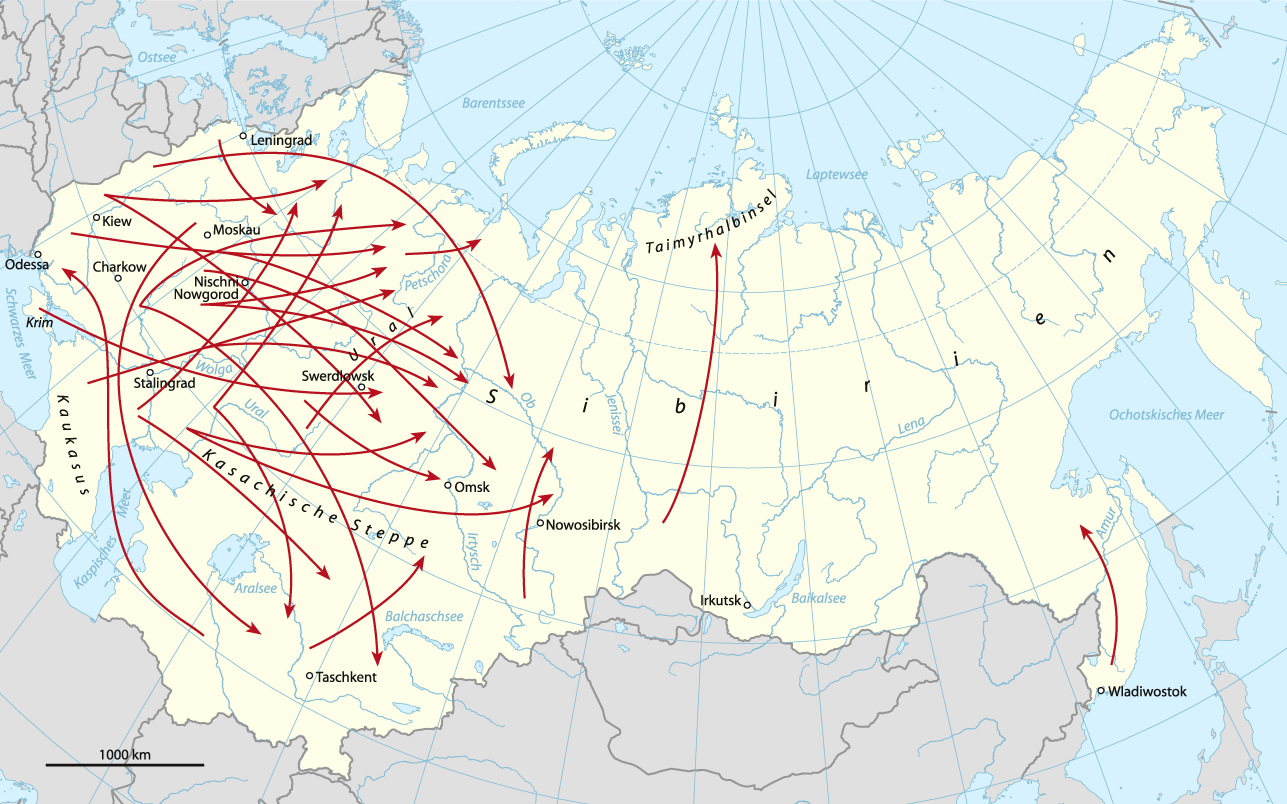
1930年–1931年間去富農化的放逐路線

去富農化（俄语：раскулачивание），是蘇聯1929年-1932年的政治逼害運動，包括逮捕，發配和處決數百萬生活條件較好的農民和他們的家庭。斯大林把他們定性為農村剝削者和階級敵人，大約1800000農民在1930年-1931年被發配至西伯利亞或被處決。去富農化運動的既定目的是打擊反革命和在農村建立社會主義。這一政策與農業集體化同時完成，有效地把所有的農業和農民在蘇維埃俄國國家控制之下。
斯大林在1929年12月27日宣布把富農作為一個階級的清算，稱必須開展反對富農的堅決進攻，並以集體農莊和國營農場作為新的農業生產方式。
農業集體化開始於1930年1月30日，所有富農分為三類處置方式：（一）由地方秘密警察決定槍殺或監禁; （二）他們的財產被沒收後被送到西伯利亞，北極，烏拉爾山和哈薩克斯坦，（三）把他們從自己房子驅逐以供自己區內的勞動群體使用。
去富農化，集體化和其他鎮壓政策導致了蘇聯許多地方大規模的飢荒和在大量死亡。